# Арведуї
Арведуї (синд. Arvedui - Останній король 1864 -1975 роки Т.Е.; роки правління - 1964 -1975 Т.Е.) — у легендаріумі Дж. Р. Р. Толкіна  п'ятнадцятий і останній король Артедайну.

## Ім'я
Коли в короля Арафанта народився син — спадкоємець престолу, Малбет-Провидець сказав батькові: "Арведуї назви його. Він буде останнім королем Артедайну. Дунаданам доведеться обрати. Обравши безнадійне, твій син змінить ім'я і стане Королем великого королівства. Якщо цього не станеться, буде велика скорбота і багато поколінь пройде, перш ніж дунадани піднімуться і об'єднаються знову".

## Одруження на Фіріелі і претензії на корону Гондору
Арведуї одружився з принцесою Фірієль, дочкою короля Гондору Ондогера. Коли у 1944 році Т. Е. Ондогер та два його сини загинули у битві з Людьми Возів на північ від Мораннона, Арведуї висунув права на корону Гондору як спадкоємець Еленділа і чоловік дочки гондорського короля. Однак його домагання були відкинуті за наполяганням королівського Намісника Пелендура.  Рада Гондору відповіла : "Корона і правління Гондором належить спадкоємцям Менельділа сина Анаріона, якому Ісілдур доручив королівство. В Гондорі спадок переходить від батька до сина, гадаємо, що і в Арнорі діє такий же закон"
Арведуї заперечив : "Два сини було в Еленділа. Спадкоємцем мав стати старший Ісілдур. Нам відомо, що в основі дерева роду Королів Гондору стоїть ім'я Еленділа, Короля всіх володінь дунаданів.За  життя сини разом із ним правили півднем, коли ж Еленділ загинув, Ісілдур зайняв місце батька, а потім передав правління сину свого брата. Від корони Гондору він не відмовлявся  і не хотів ділити королівство. В Нуменорі скіпетр успадковував старший з дітей, незалежно від того був це чоловік чи жінка. Так, закон цей було порушено у вигнанні, тому що землі вигнанців часто тривожать війни, але це закон нашого народу і нині ми звертаємось до нього тому що сини Ондогера не лишили спадкоємців."
Корону Гондору став вимагати полководець Еарніл - нащадок короля Телумехтара Умбардакіла. Арведуї  не наполягав, бо в нього не було ані сил, ані бажання розпочинати міжусобну війну, але його домагання не забули навіть після кінця Північного Королівства. Прийнявши Корону Гондору, Еарніл, повідомив, що не забув про верховенство Арнора і коли буде потрібно  він надішле Півночі військову допомогу.

## Війна з Ангмаром
Наприкінці зими 1974 року Т. Е.  Король - Чаклун напав на Артедайн. Він захопив Форност і відтіснив вцілілих дунаданів до Синіх Гір. Арведуї обороняв  Північні Пагорби до останнього, але із залишками свити був змушений тікати на північ, їх врятували тільки швидкі коні. Король та його прибічники ховались у старих гномівських копальнях, але голод змусив їх відступати до Форогельської затоки, де він звернувся до тамтешніх мешканців - снігового народу лоссот. Лоссот неохоче допомагали королеві, бо дунаданам нічого було запропонувати вобмін, а також через страх перед Королем - Чаклуном, котрий міг наслати на них снігову бурю. Проте вони все таки дали вигнанцям їжі та допомогли збудувати снігові житла.

## Загибель
Син Арведуї Аранарх дістався Мітлонду і попросив допомоги в Кірдана - Корабельника. Правитель Ліндона відрядив корабель у Форогельську затоку. Попри зустрічні вітри, корабель дістався узбережжя, де  побачив вогнище розведене вигнанцями. Лоссот злякались корабля, бо суден вони ніколи не бачили. Відправивши Арведуї та його людей до узбережжя, де за ними прийшов човен, вождь снігового народу сказав: "Не сідай на це морське чудовисько! Хай Люди Моря принесуть тобі їжу та одежу, яких ти потребуєш, а ти сам залишайся тут, поки Король- Чаклун не піде. Навесні його сила слабне, а зараз подих його смертельний та й руки довгі."
Проте Арведуї не дослухався поради. Він подякував вождеві і подарував на прощання Перстень Барагіра. "Уся коштовність цієї речі, — промовив він у його стародавності. Сила персня не в чарах, а в тій повазі яку висловлюють мої друзі та родичі. Якщо тебе колись спіткає нужда, мої родичі заплатять за нього скільки ти побажаєш."
Лише корабель вийшов у море, з півночі налетів ураган зі сліпучим снігом, що погнав корабель до торосів. Навіть моряки Кірдана не могли нічого не змогли вдіяти. Вночі корабель був розчавлений кригою і потонув. Разом з Арведуї загинули і два палантіри Аннумінаса та Амон-Сул. Доля останнього короля довго залишалась невідомою і лише лоссот принесли звістку про кораблетрощу.

## Спадкоємці Арведуї
Вцілілі арнорці, ельфи Ліндона та гондорці на чолі з принцем Еарнуром розгромили військо Анґмару біля озера Морок, розорили вороже королівство, а сам Король- Чаклун був змушений тікати до Мордору. Однак людей і сил на відновлення Артедайну не вистачало, тому  залишки мешканців Північного Королівства стали кочовим народом відомим під ім'ям Слідопитів Півночі. Старший син Арведуї Аранарх став першим вождем Слідопитів і його рід не перервався, на відміну від Гондору, де після зникнення Еарнура вже не було спадкоємців престолу. Слідопити охороняли від орків, інших потвор та розбійників населені землі в Еріадорі. У вождя лоссот вони викупили перстень Барагіра, який зберігався разом зі скіпетром Королів Арнору, уламками й ножнами меча Нарсіла, зіркою Еленділа у Елронда в Рівенділлі. Після падіння Персня Всевладдя у березні 3019 року Т. Е. прямий нащадок Арведуї та Фіріель, вождь слідопитів Арагорн ІІ став королем  Гондору і Арнору, який було відроджено.